# Fanta Régina Nacro
Fanta Régina Nacro (Tenkodogo, 4 de septiembre de 1962) es una directora de cine de Burkina Faso. Sus películas más famosas son La Nuit de la Verité (2004) y Un Certain Matin (1991), que atrajeron la atención internacional. También es conocida por ser la primera mujer de su país en dirigir una película y por ser miembro fundador de la Guilde Africaine des Realisateurs et Producteurs, la Asociación Africana de Directores y Productores.

## Formación
Nacro creció en una zona rural de Burkina Faso con la intención de convertirse en partera. Sin embargo, al darse cuenta de que su pasión era contar historias, su interés por trabajar en la industria del cine comenzó a crecer. Gracias a un vecino conoció la existencia de la escuela de cine, Institut d'Education Cinématographique de Uagadugú (INAFEC) en Burkina Faso.
Mientras estudiaba en el INAFEC, Nacro conoció a Idrissa Ouedraogo, un director para quien trabajó como script. Recibió su primer título en Ciencias y Técnicas Audiovisuales de INAFEC en 1986. También obtuvo un Máster en Cine y Estudios Audiovisuales en la Sorbona. 

## Trayectoria
El primer trabajo de Nacro en el campo de la cinematografía fue una colaboración mientras estudiaba en el INAFEC. Su departamento de cine se había asociado con el departamento de cine de la Universidad de Howard, dirigido por el profesor Abiyi Ford. Atribuye a este proyecto colectivo, en el que conoció al cineasta Zeinabu Davis, su "primera experiencia cinematográfica. Fue muy importante para mí y me permitió definir mi papel en esta profesión". Desde entonces ha declarado que, aunque los proyectos de colaboración entre directores africanos y directores afroamericanos son valiosos, encontrar financiación es la clave.
Teniendo en cuenta que durante su educación, Nacro tuvo que aprender todas las diferentes facetas de la realización de un largometraje, incluida el montaje y la cinematografía, estas habilidades son las que la ayudaron a comenzar su carrera en la industria del cine. Empezó como locutora de televisión, trabajó en el montaje, y pronto comenzó a trabajar como directora realizando su primera película, Un Certain Matin (1991). En 1992 creó su propia productora audiovisual, Les Films du Défi, a través de la cual comenzó a producir sus cortometrajes.
En 1999, Nacro, junto con Jean-Marie Teno y Balufu Bakupa-Kanyinda, crearon la Guilde Africaine des Realisateurs et Producteurs, la Asociación Africana de Directores y Productores, para difundir el trabajo de los cineastas africanos. Su propósito es atraer la atención al cine africano con el fin de apoyar la industria cinematográfica africana.

### Filmografía
Su primera película fue Un Certain Matin (1992). Desde entonces ha producido una serie de cortometrajes, a menudo con una perspectiva humorística sobre las tradiciones de su país y la complejidad de las relaciones entre tradición y modernidad. Bintou ha ganado más de veinte premios en festivales internacionales y el premio Fespaco al mejor cortometraje en 2001.
“Creo en el intercambio de ideas, en el intercambio cultural. Vemos películas europeas. Hacemos concesiones, retenemos lo que es positivo en la cultura occidental y rechazamos lo negativo, así que no veo por qué el público occidental no debería ver imágenes africanas. Además, cuantos más espectadores occidentales vean películas africanas, más se pondrán en tela de juicio las ideas preconcebidas racistas, porque cuanto más conozcas a alguien, mejor comprenderás sus aspiraciones y su comportamiento. Creo que el cine puede ayudar a establecer un verdadero intercambio y comunicación entre las diferentes naciones, ya que el cine es el mejor medio para educar a las masas”. (Fanta Nacro, quoted in Africa Shoots Back: Alternative Perspectives in Sub-Saharan Francophone African Film). 

#### Puk Nini
Puk Nini, que significa "abre los ojos", es un cortometraje en el que Nacro juega con el tema del adulterio tanto desde el punto de vista de hombres como de mujeres. Cuenta con tres personajes principales: Isa, Salif y Astou. Isa y Salif están casados, sin embargo, desde su matrimonio y el nacimiento de su hija, Salif se ha vuelto celoso por la atención de Isa hacia su hijo. Astou, que es libre sexualmente, comienza una aventura con Salif, una vez que este ha decidido buscar sexo en otro lugar. Aunque se le muestra por primera vez a la audiencia desde el punto de vista masculino, Nacro pronto invierte esta mirada objetiva hacia Salif e impulsa la narrativa. Una vez que Isa descubre las actividades extramaritales de Salif, se une a Astou y ambas se unen contra Salif. Su asociación demuestra la importancia de la solidaridad entre las mujeres en lugar de competir por la atención masculina. La película de Nacro fomenta la independencia femenina y desafía muchas de las estructuras de poder tradicionales que existen entre hombres y mujeres, tanto en el contexto africano como en el de Hollywood.
Nacro ha declarado que sus ideas sobre los problemas de las relaciones extramatrimoniales en Puk Nini provienen de sus colegas masculinos del INAFEC. "Porque no importa lo que digamos sobre la vida africana hoy, hay una crisis entre parejas que es alarmante". Es necesario, al menos para mí, pensar en la relación entre hombres y mujeres".

#### Le Truc de Konaté
Este cortometraje dirigido por Nacro en 1997 describe los diversos mitos detrás del uso del condón, la sexualidad, el SIDA, la poligamia y el tema del cambio en una aldea de Burkina. Konaté, el personaje principal, está casado con tres esposas y se sabe que tiene amantes. Una de sus esposas, Diénéba, se informa sobre las implicaciones del virus del SIDA después de una visita a la ciudad. Su experiencia en la ciudad le enseña sobre la importancia de los condones, que le comunica a Konaté. Este le insiste a Diénéba que no debe usar condón, una postura que también es apoyada por los otros hombres de la aldea. Incapaz de mantener una relación física con Diénéba o sus otras esposas, intenta tener relaciones sexuales con su amante. Cuando parece que ha sido afectado por la impotencia, viaja a la ciudad con la esperanza de curar este problema. Aprende de un curandero que la única cura es encontrar un árbol especial. Una vez en la ciudad, un activista contra el SIDA lo ayuda a encontrar el árbol siempre que Konaté prometa comenzar a usar condones. Konaté encuentra con éxito el árbol, se cura y vuelve a casa. 
Nacro exhibe el tema del cambio a través de un viaje que tanto Konaté como Diénéba deben emprender para aprender sobre los problemas relacionados con el virus del SIDA. La película funciona con elementos humorísticos e informativos, ya que incluye información importante sobre la protección sexual, pero también la importancia del empoderamiento femenino en una relación romántica, especialmente en lo relativo a la salud.

## Su opinión sobre el cine
Nacro ha dicho que mejorar la difusión del cine africano debe ser el objetivo principal para los directores africanos. Aumentar la audiencia es una necesidad para que la industria crezca, ya que la industria del cine aún no ha alcanzado su potencial en muchos países africanos. "Desde que vi una película llamada Femme d'Alger, que fue hecha por un hombre, con lo que uno podría llamar la sensibilidad de una mujer, me he dado cuenta de que realmente no hay sensibilidad de la mujer o del hombre, sino simplemente existe una sensibilidad humana".

## Filmografía
- 1991 — Un Certain Matin 15'
- 1993 — L'Ecole au coeur de la vie 13'
- 1995 — Puk Nini 32'
- 1997 — Capacidades Femmes 23'
- 1997 — La Tortue du Monde 23'
- 1998 — Le Truc de Konaté 33'
- 1999 — Florence Barrigha 26'
- 2000 — Relou 5'
- 2000 — Laafi Bala 26'
- 2001 — La bague au doigt 5'
- 2001 — Une volonté de fer 5'
- 2001 — La voix de la raison 5'
- 2001 — Bintou 31'
- 2002 — En parler ça aide 17'
- 2003 — Vivre positivo 42'
- 2004 — La Nuit de la Verité 100'

## Premios y distinciones
Festival Internacional de Cine de San Sebastián
| Año  | Categoría                             | Película           | Resultado |
| ---- | ------------------------------------- | ------------------ | --------- |
| 2004 | Premio MONTBLANC de Nuevos Guionistas | The Night of Truth | Ganador   |

- En 1992, el Tanit d'Or por el cortometraje Un Certain Matin en Cartago.[4]
- En 1992, la Licorne d'Or para el cortometraje Un Certain Matin en Amiens.
- En 1993, Primer Premio Air Afrique por el cortometraje Un Certain Matin en Milán.
- En 1997, recibió la nominación por Puk Nini en FESPACO.
- En 2002 Premio François Ode del Kurzfilm Festival Hamburg por el cortometraje Bintou.[8]
- En 2002 Premio Especial del Jurado del Festival de Cine de Tampere de Finlandia por el cortometraje Bintou.[9]